# Тихая (приток Камбальной)
Тихая — река на полуострове Камчатка в России. Протекает по территории Усть-Большерецкого района Камчатского края. Длина реки — 15 км.
Начинается на склоне горы Высокой, относящейся к Лопатинскому хребту, течёт на север между гор Медвежьей и Сахарной. Впадает в реку Камбальная слева на расстоянии 9 километров от её устья на высоте 51,3 метра над уровнем моря. Долина реки в среднем течении заболочена, в низовьях присутствует много маленьких озёр.
Основные притоки — Болдырева и Сахарный, оба — правые.

## Данные водного реестра
По данным государственного водного реестра России относится к Анадыро-Колымскому бассейновому округу. Код водного объекта — 19080000212120000024415.